# Gaby Malave
Gabriela Monserrath Malave Vaca (Salcedo; 8 de marzo de 2001) es una futbolista ecuatoriana que juega de Guardameta y su actual equipo es el USFQ Dragonas Fútbol Club de la Universidad San Francisco de Quito. Actualmente forma parte de la Selección femenina de fútbol de Ecuador.  Ha obtenido también el premio a "Mejor Deportista en el 2016 por Fedenaligas" en la disciplina Fútbol Sala Femenino.

## Trayectoria deportiva

### Primeros años
En sus primeros años y a su corta edad cuenta con una dilatada trayectoria deportiva, desempeñándose como portera en equipos de su cantón, pero de manera especial en la disciplina de Fútbol sala; de allí saltó al Futbol 11.[cita requerida]
Se inició en la escuela de fútbol de la ESPE, en la categoría sub - 8; también formó parte del club Júnior de su parroquia, con quien quedó 4 años consecutivos como campeón absoluto. Para luego jugar en Salcedo en varios clubes barriales.

### Comienzos
Fue subcampeona nacional en los juegos del deporte barrial en Sucumbios, con el equipo campeón de Salcedo (canton) y Cotopaxi (provincia). En sus vacaciones jugó en los EE. UU. en un torneo de Univision.
Más adelante llegó a la escuela de El Nacional, luego jugó en el club Leo José, pasó a la Liga Cantonal Salcedo y al Club Huracán. Su talento se desarrolló y fue llamada a Pujilí, donde recibió el apoyo necesario para vincularse al equipo de la Universidad San Francisco de Quito.
La llamaron al equipo del GAD Municipal del Cantón Pujilí, para participar en un campeonato organizado por la Universidad San Francisco de Quito en donde fue observada por los profesores Ernesto Wladimir López Paredes y Ana Carolina Lara quienes la invitaron a formar parte del equipo universitario, por lo que les guarda mucho afecto.
Para la firma del contrato estuvieron presentes el director Técnico del club Wladimir López, la Asistente Técnico Ana Carolina Lara y el preparador de Arqueras de la selección ecuatoriana Patricio Vinueza. Ellos hablaron de las virtudes sobre todo de Gabriela, que podría constituirse en la garantía de solvencia en el arco del cuadro universitario.
El fútbol pasó de ser un hobbie a una actividad primordial en su vida. ‘Gaby’ debió organizar su tiempo para repartirlo entre los estudios y el deporte. Las jornadas se tornaron difíciles, pues después de las clases debía viajar a diario a Quito a los entrenamientos.
Su anhelo la llevó a conformar los micro ciclos de preselección nacional sub-20, que participó en los Juegos Panamericanos  de São Paulo de la selección nacional de fútbol femenino del Ecuador y quien con apenas 14 años fue convocada para el Campeonato Sudamericano de Fútbol Femenino Sub-17 por parte de la entrenadora Vanessa Arauz a la selección nacional de Ecuador en la posición de guardameta que participará en la ciudad de Maracay, Venezuela.

## Galeria

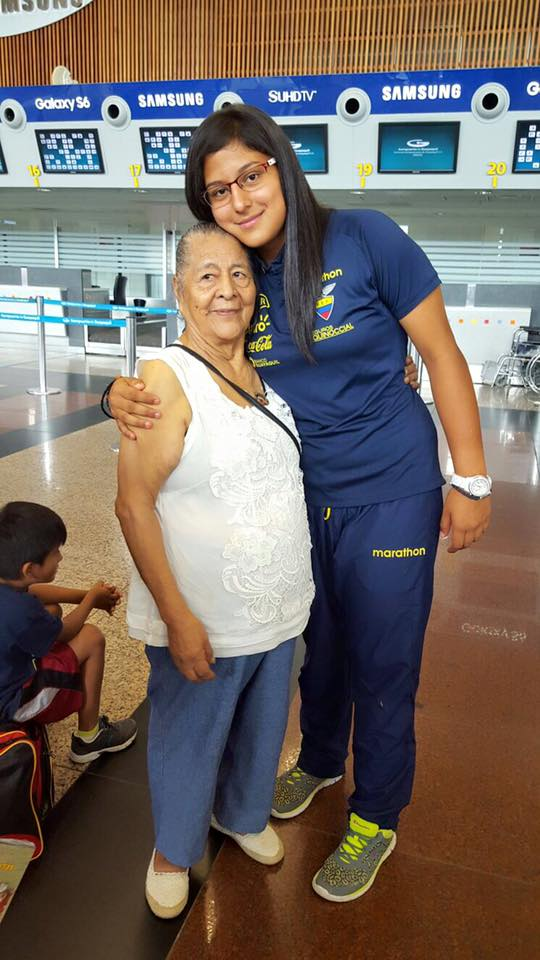
Gabriela Monserrath Malave Vaca y Gloria Moreno (abuela)
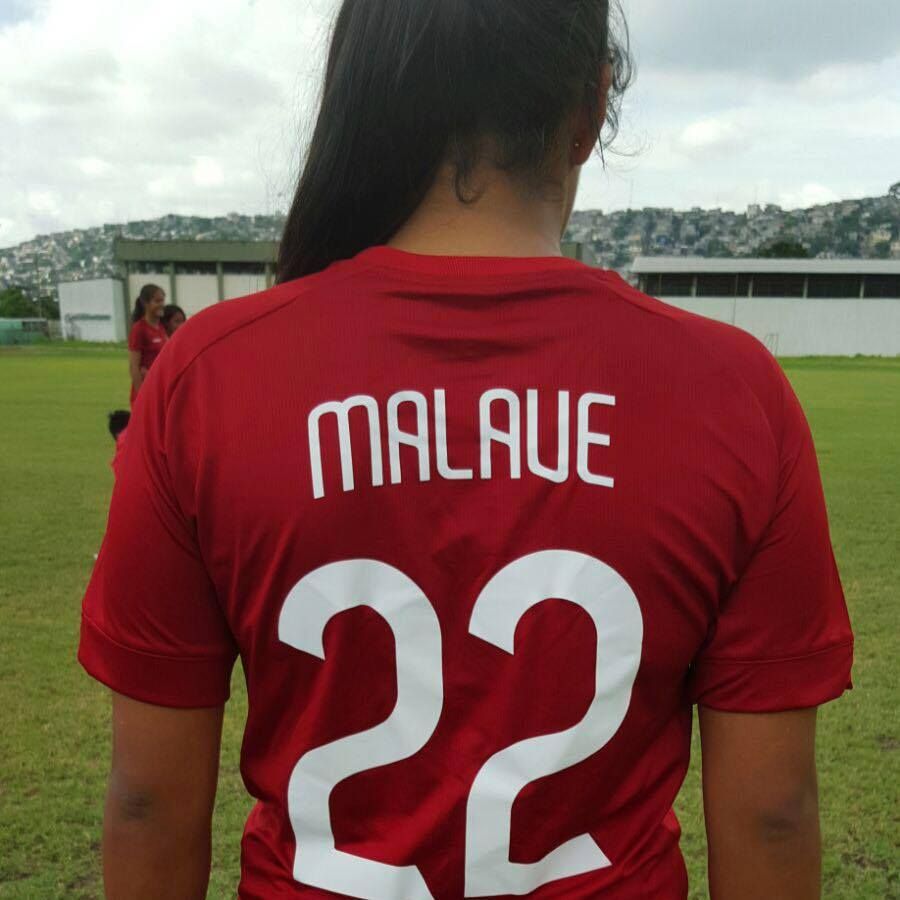
Gabriela Monserrath Malave Vaca (Federación Deportiva del Guayas - FEDENADOR)
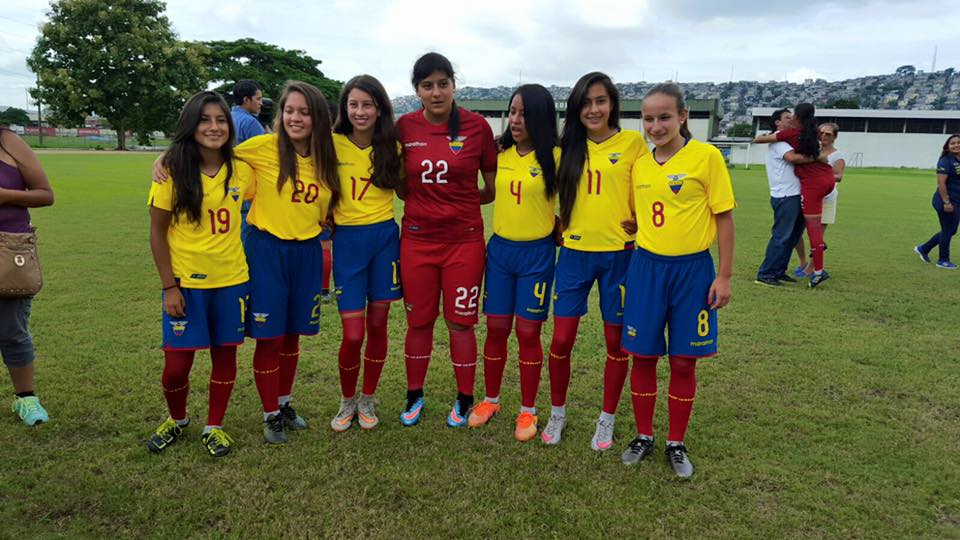
Gabriela Monserrath Malave Vaca (Federación Deportiva del Guayas - FEDENADOR)